# Rumst
Rumst és un municipi belga de la província d'Anvers a la regió de Flandes. Està compost per les seccions de Rumst, Reet i Terhagen. Limita al nord-oest amb Aartselaar, al nord amb Kontich, a l'oest amb Niel i Boom, a l'est amb Duffel, al sud-oest amb Willebroek, al sud amb Mechelen i al sud-est amb Sint-Katelijne-Waver. Hi conflueixen el Dijle, Zenne i Nete per a formar el Rupel, un riu navegable i afluent de l'Escalda.

## Llocs d'interès
- Capella de Llàtzer, segle xv, monument i paisatge llistat

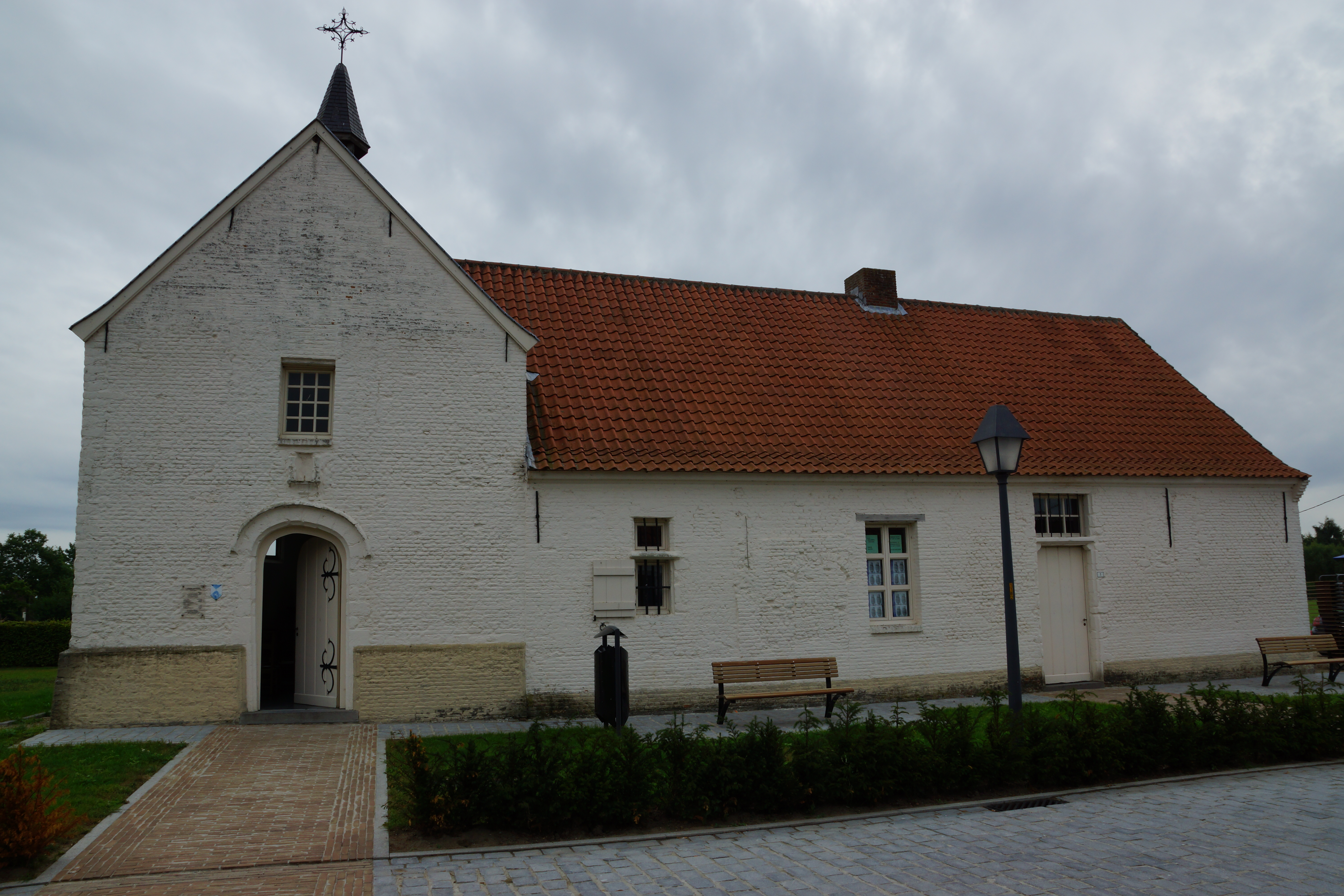
Capella de Llàtzer

## Evolució de la població

### Seglexix
| Any      | 1806  | 1816  | 1830  | 1846  | 1856  | 1866  | 1876  | 1880  | 1890  |
| -------- | ----- | ----- | ----- | ----- | ----- | ----- | ----- | ----- | ----- |
| Població | 1.879 | 1.926 | 2.170 | 2.285 | 2.509 | 3.380 | 3.312 | 3.667 | 4.066 |
|          |       |       |       |       |       |       |       |       |       |

### Segle XX (fins a 1976)
| Any      | 1900  | 1910  | 1920  | 1930  | 1947  | 1961  | 1970  | 1976  |  |
| -------- | ----- | ----- | ----- | ----- | ----- | ----- | ----- | ----- |  |
| Població | 4.096 | 4.536 | 4.620 | 5.042 | 5.550 | 5.844 | 5.692 | 5.378 |  |
|          |       |       |       |       |       |       |       |       |  |

### 1977 ençà
| Any       | 1977   | 1980   | 1985   | 1990   | 1995   | 2000   | 2005   | 2006   |
| --------- | ------ | ------ | ------ | ------ | ------ | ------ | ------ | ------ |
| Població  | 13.020 | 13.328 | 13.591 | 13.705 | 14.467 | 14.583 | 14.560 | 14.628 |
| Font: NIS |        |        |        |        |        |        |        |        |